# Jurij Pavlovics Gidzenko

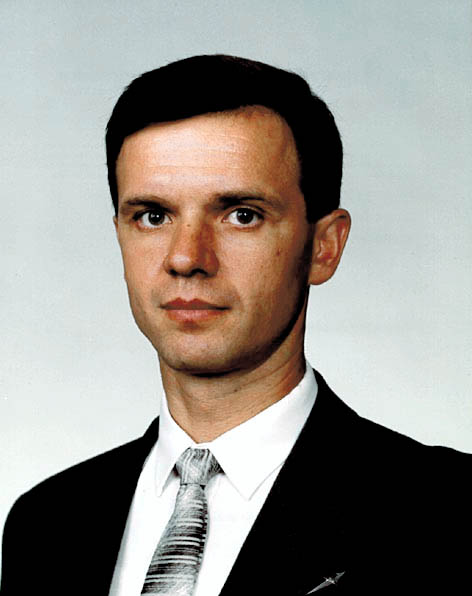
Jurij P. Gidzenko

Jurij Pavlovics Gidzenko (oroszul: Юрий Павлович Гидзенко) (Jelanec, 1962. március 26.–) orosz-ukrán űrhajós, ezredes.

## Életpálya
1983-ban a Harkovi Katonai Repülési Főiskolán középfokú mérnök-pilóta diplomát szerzett. 1987. március 26-tól részesült űrhajóskiképzésben. Katona beosztásai pilóta, vezető pilóta csoport pilóta. Szakterülete a taktikai harci repülőgép vezetés, egység irányítás. Repült repülőgépek L-39, MiG–21 és MiG–23M. Levegőben töltött időtartam több mint 700, ejtőernyős ugrásainak száma 145.
Három űrbeli szolgálat alatt összesen 329 napot, 22 órát, 47 percet és 22 másodpercet töltött a világűrben. Egy űrséta alatt (kutatás, szerelés) 3 óra 06 percet töltött az űrállomáson kívül.
1994-ben a  Moszkvai Állami Geodéziai és Térképészeti Egyetemen természeti erőforrások ismeretéből diplomázott, majd doktorátusi vizsgát tett.
Űrhajós pályafutását 2001. július 15-én fejezte be. 2001-től egyes űrhajós csoportok  (osztály) vezetője. 2011-től a Jurij Gagarin Űrhajóskiképző Központ (CPK) helyettes vezetője.

## Űrrepülések
- Szojuz TM–22 űrhajóval indul szolgálatra, ezzel az űrhajóval tér vissza a Földre. Kutatásért felelős parancsnok. Összesen 179 napot, 1 órát, 41 percet és 46 másodpercet töltött a világűrben. Egy űrséta (kutatás, szerelés) alatt 3 óra 06 percet töltött a világűrben.
- Szojuz TM–31 űrhajóval indul szolgálatra és az STS–102 Discovery űrrepülőgép fedélzetén szállt le. Kutatásért felelős parancsnok. Összesen 140 napot, 23 órát, 40 percet és 19 másodpercet töltött a világűrben.
- Szojuz TM–34 űrhajóval indul szolgálatra és a Szojuz TM–33 űrhajóval tér vissza a Földre. Kutatásért felelős parancsnok. Összesen 9 napot, 21 órát, 25 percet és 18 másodpercet töltött a világűrben.

### Tartalék személyzet
Szojuz TM–20 kutatásért felelős parancsnok

## Kitüntetések
- Kétszer kapta meg a Szovjetunió Hőse kitüntetést.
- Levelező tagja az Orosz Tudományos Akadémia Űrhajózási Tagouatának.